# Апостол Олег Орестович
Олег Орестович Апо́стол (нар. 17 квітня 1987, Івано-Франківськ) — український військовик, бригадний генерал, командувач Десантно-штурмових військ України (з 2025), учасник російсько-української війни.
Колишній заступник Головнокомандувача ЗСУ (2024—2025), колишній командир 95 ОДШБр (2024).
Кавалер Хреста бойових заслуг, повний лицар ордена Богдана Хмельницького. Герой України (2024).

## Життєпис
Народився 17 квітня 1987 року в Івано-Франківську.
2008 року закінчив Національну академію сухопутних військ імені Гетьмана Петра Сагайдачного за спеціальністю «бойове застосування та управління діями підрозділів аеромобільних військ».
Від 2014 року учасник бойових дій на сході України. Разом із бійцями чотири рази заходив у Миколаївку на Донеччині і проводив штурмові дії укріпрайонів російських окупантів. Тоді військовики викликали вогонь на себе, щоб виявляти вогневі позиції ворога та потужним вогнем їх уражати. 5 липня 2014 року нагороджений орденом Богдана Хмельницького ІІІ ступеня за визволення Слов'янська та інших населених пунктів.
Станом на 2018 рік командир десантно-штурмового батальйону 80-ї окремої десантно-штурмової бригади.
Після початку повномасштабного російського вторгнення є учасником оборони та визволення населених пунктів на Миколаївщині, під час чого знищено та захоплено багато ворожої техніки. З кінця 2022 року підрозділи під керівництвом Олега Апостола виконують успішні оборонні та штурмові дії в Донецькій, Харківській та Луганській областях.
На лютий 2024 року — командир 95-ї окремої десантно-штурмової бригади.
З серпня 2024 бере участь в операції Сил оборони України на території Курської області.
29 листопада 2024 року призначений заступником Головнокомандувача ЗСУ.
26 лютого 2025 року присвоєно звання бригадний генерал.
3 червня 2025 року призначений командувачем Десантно-штурмових військ ЗСУ, замінив на посаді генерал-майора Ігоря Скибюка.

## Нагороди
- звання Герой України з врученням ордена «Золота Зірка» (18 лютого 2024) — за особисту мужність і героїзм, виявлені у захисті державного суверенітету та територіальної цілісності України, самовіддане служіння Українському народу;[13]
- Хрест бойових заслуг (14 жовтня 2022) — за особисту хоробрість і відвагу, виявлені у захисті державного суверенітету та територіальної цілісності України, самовіддане виконання військового обов'язку;[14]
- орден Богдана Хмельницького I ступеня (4 червня 2022) — за особисту мужність і самовіддані дії, виявлені у захисті державного суверенітету та територіальної цілісності України, вірність військовій присязі;[15]
- орден Богдана Хмельницького II ступеня (14 березня 2022) — за особисту мужність під час виконання бойових завдань, самовіддані дії, виявлені у захисті державного суверенітету та територіальної цілісності України, вірність військовій присязі;[16]
- орден Богдана Хмельницького III ступеня (5 липня 2014) — за особисту мужність і героїзм, виявлені у захисті державного суверенітету та територіальної цілісності України, вірність військовій присязі.[17]